# تل أحمر فوقاني (الرقة)
تل أحمر فوقاني قرية سورية تتبع ناحية مركز تل أبيض في منطقة تل أبيض في محافظة الرقة. بلغ عدد سكانها 824 نسمة في عام 2004 حسب إحصاء المكتب المركزي للإحصاء.